# Bernard Comolet
Bernard Comolet, né le 9 mars 1947 à Paris, était président du groupe Caisse d'épargne en 2008 au départ de Charles Milhaud. Il a été remplacé par François Pérol.

## Carrière
Diplômé d'HEC, il commence sa carrière à l'exploitation bancaire à l'Union de banques à Paris entre 1970 et 1983, puis secrétaire général à la Soficam en 1983-1984. Il entre au directoire de la Caisse d'Epargne de Paris, chargé du réseau d'agences en 1985, puis chargé de l'exploitation bancaire, au directoire de la Caisse d'Épargne Ile-De-France Paris, lors de sa création en 1991, puis président de ce même directoire, à partir de 1997, et simultanément président du directoire de la Caisse d'Epargne Ile-De-France Ouest en 2007-2008, avant d'être le président du directoire de la Caisse d'Épargne d’Île-De-France depuis la fusion des trois caisses franciliennes le 11 avril 2008, puis le Président du directoire de la Caisse Nationale des Caisses d'Épargne depuis le 19 octobre 2008  jusqu'au 26 février 2009. Il était le vice-président du conseil de surveillance de la Caisse Nationale des Caisses d'Épargne depuis 1999 et de nouveau à partir du 2 mars 2009. Il est membre du conseil de surveillance d'Ixis CIB, puis vice-président du conseil de surveillance de Natixis depuis sa fondation le 17 novembre 2006 jusqu'au 12 novembre 2008, et enfin président du conseil de surveillance depuis cette date jusqu'au 6 mars 2009, en plus d'être le censeur du conseil d'administration de CNP Assurances. Il est membre du Cercle de l'Union interalliée .

## Distinctions
- Bernard Comolet a été élevé au grade d'officier de l'Ordre national de la Légion d'honneur après avoir été reçu le grade de Chevalier en avril 2000[5].